# Friedrich Koeltze

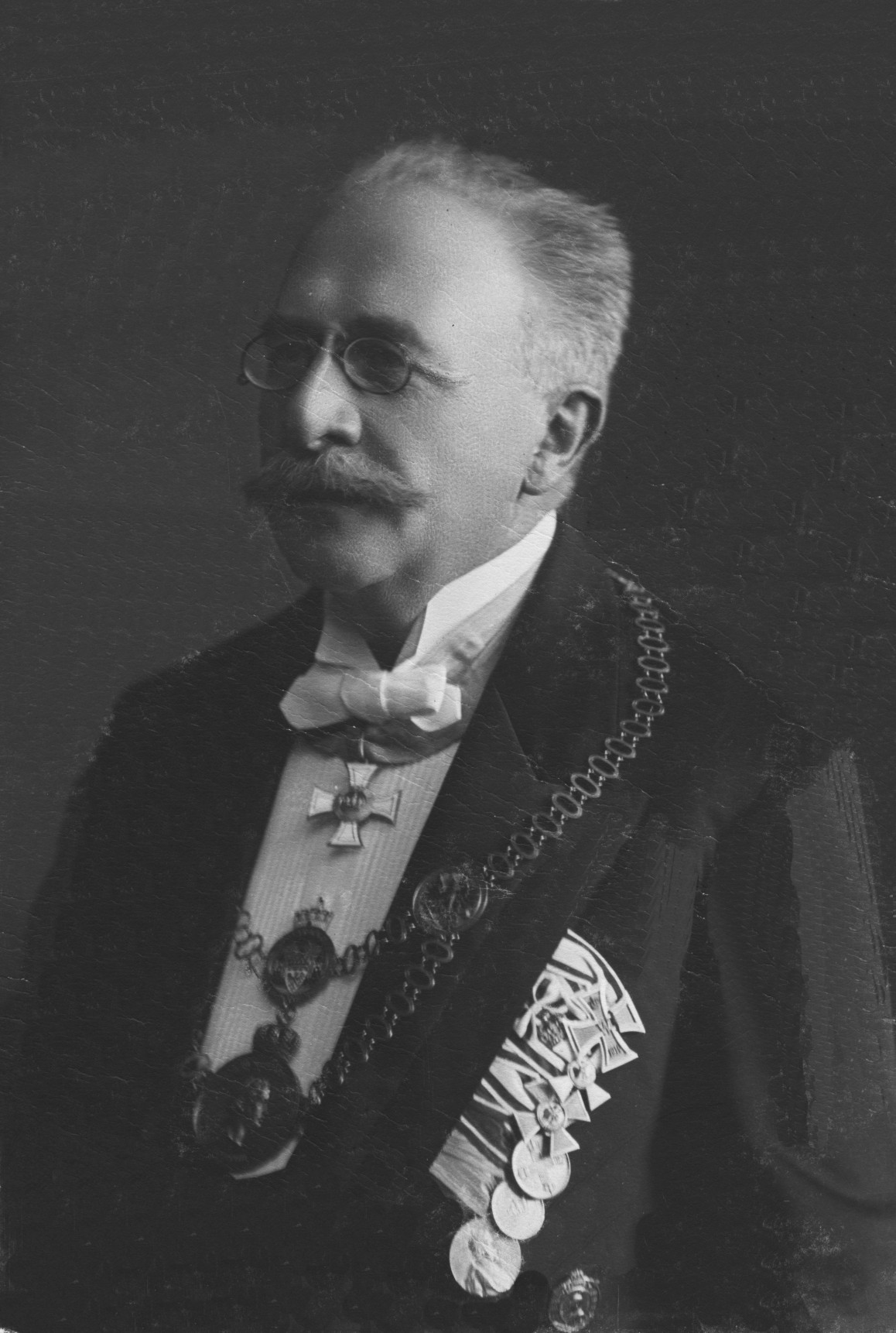
OB Koeltze

Friedrich „Fritz“ Wilhelm Georg Koeltze (* 23. April 1852 in Züllichau; † 25. Juni 1939 in Berlin) war ein deutscher Jurist und Kommunalbeamter. Er war Oberbürgermeister von Spandau.

## Leben
Koeltze wurde 1852 in Züllichau als Sohn des Justizkommissars Friedrich Wilhelm Koeltze (* 12. Juni 1806 in Rohrlack, † 21. Juli 1882 in Züllichau) und dessen Frau Charlotte Juliane Wilhelmine, geb. Lauer (* 27. Februar 1810 in Wusterhausen/Dosse, † 14. April 1872 in Züllichau) geboren.
Nach dem Jurastudium in Halle, Breslau und Berlin legte Koeltze 1874 das erste Staatsexamen ab. Er diente im Grenadier-Regiment Prinz Karl von Preußen (2. Brandenburgisches) Nr. 12 in Frankfurt an der Oder und beendete den Militärdienst als Reserveoffizier.
Vor seinem Dienstantritt in der Stadt Spandau war Koeltze Stadtrat in Stralsund.
Er heiratete am 16. Mai 1880 in Wusterhausen/Dosse Maria Auguste Lauer (* 14. September 1847 in Wusterhausen/Dosse, † 10. Oktober 1936 in Berlin-Spandau). Sie hatten die Söhne Friedrich Wilhelm (* 22. April 1881 in Stralsund, † 22. März 1964 in Baden-Baden) und Georg (* Spandau 30. Dezember 1885, † 9. Januar 1952 Berlin).
Im April 1886 folgte seine Wahl zum Bürgermeister. Am 18. Februar 1894 erhielt er per Allerhöchster Kabinettsorder den Titel Oberbürgermeister der Stadt Spandau. Koeltze wurde nach zwei Wahlperioden zum Stadtoberhaupt auf Lebenszeit gewählt und übte sein kommunales Bürgermeisteramt über drei Jahrzehnte aus. 1924 wurde er zum Stadtältesten von Berlin gewählt. Der Geheime Regierungsrat war auch Mitglied im Vorstand der Schützengilde.
Seit dem Ende des 20. Jahrhunderts erinnert der Koeltzepark in Spandau an den ehemaligen Oberbürgermeister.

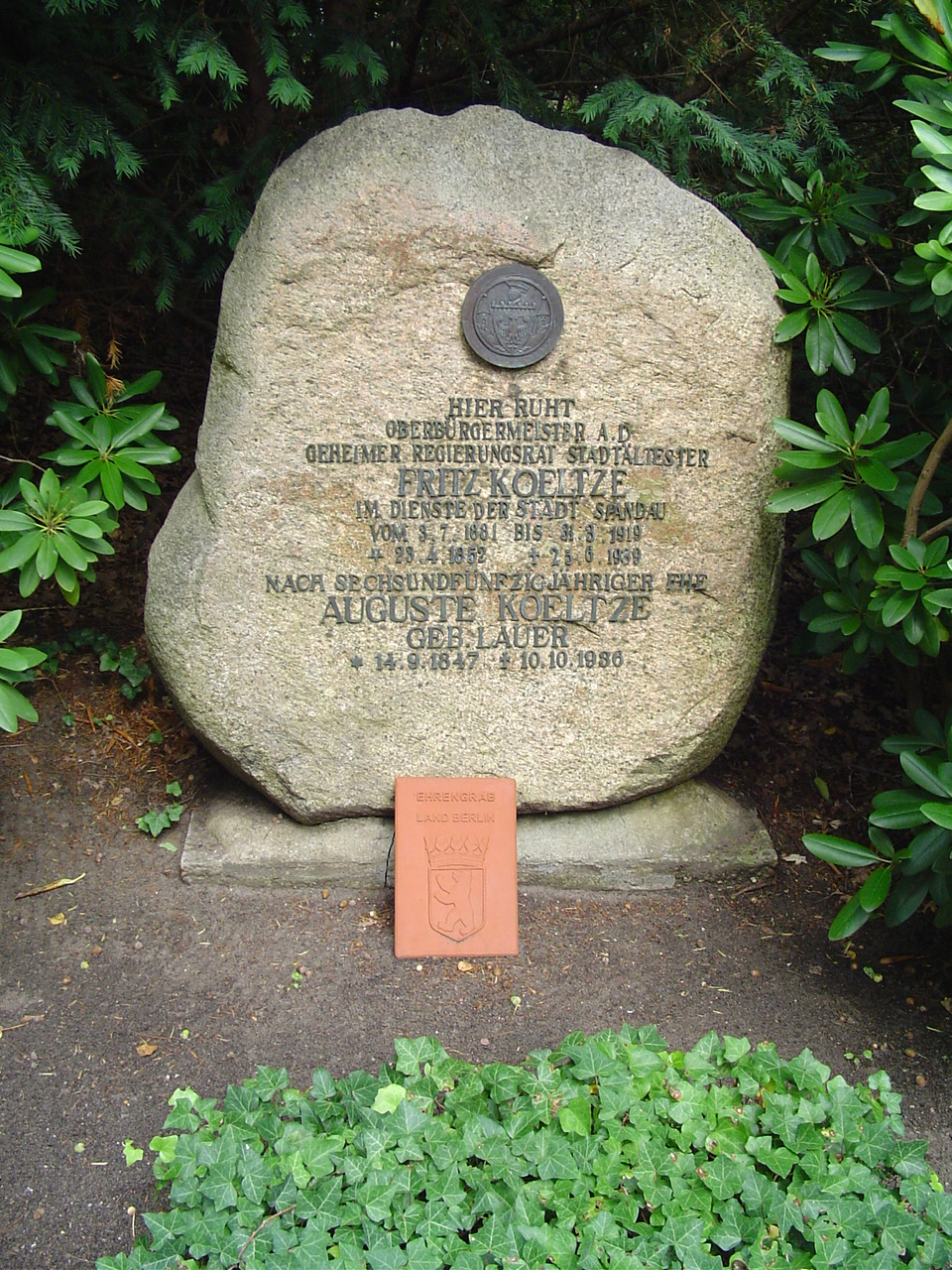
Ehrengrab von Fritz Koeltze

Koeltze und seine Ehefrau fanden ihre letzte Ruhestätte im Bürgermeister-Ehrenhain des Friedhofes In den Kisseln in Berlin-Spandau. Der gleichnamige Sohn (1881–1964) war Kaufmann und Beamter im Danziger Versicherungswesen  (1907–1945) und Rechtsbeistand in Plau (1945–1954).

## Trivia
Zu den Deutschamerikanern drang die Kunde von Koeltzes Verbot von Hunden auf öffentlichen Straßen. Hunde durften auch mit Maulkorb und an der Leine die Straße nicht betreten. Der Wilmington Lokal-Anzeiger, erschienen am 16. Mai 1914 in Wilmington (Delaware), konstatiert nicht ohne Süffisanz, dass das Verbot gerichtlich „mit Pauken und Trompeten für ungültig“ erklärt wurde.